# 大黒天物産
大黒天物産株式会社（だいこくてんぶっさん）は、岡山県倉敷市に本社を置く小売業、総合食品卸売業である。小売業としてはラ・ムーやディオなどのディスカウントストアや、ディスカウントコンビニ、100円ショップなどを展開しており、東証プライムに上場している。

## 概要
創業者大賀昭司が1986年（昭和61年）6月に前身となる有限会社倉敷きのしんで加工食品の卸売事業を開始したことに始まり、大賀昭司が設立当初より疑問を抱いていた日本独特の商い慣習を持つ問屋業界と小売業界の仕組みを変えることにより、もっと安く消費者に商品を提供できるはずであると考え、1990年11月に小売業界に参入し、1993年に大黒天物産株式会社を設立した。
生活コストの内、多くを占める食費を少しでも安く安全な食品を提供することで大幅に食費を圧縮し、余剰分のお金を社会の他の分野へと回し今よりも豊かな暮らしを手に入れ日本中に豊かさを届けることこそ大黒天物産の役割だとし、店舗販売のみならず、生産から企画、製造、販売までを一気通貫する独自戦略に基づく製造小売業とすることで、独自戦略の柱となるPB（プライベートブランド）「D-PRICE」商品の充実はもちろん、自社農場や自社養殖場、自社牧場を保有したり、自社食品工場、自社物流センターを構え、さらには店舗開発まで店舗用地の仕入れから建築・改装工事の管理まで一貫して自社とグループ会社内で行うことで徹底的に余分なコストを抑制している。
圧倒的な低価格（EDLP）で一部を除き24時間営業ということからニーズが高く、株式上場以来22期連続で売り上げ増収を続けており、現在西日本を中心に、西は九州東は新潟まで約230店舗と着実に店舗網を広げている。全国展開を目指すにあたり『2035年に700店舗を出店する』を目標に掲げ、今後中部地方や関東地方への進出を見据えている。
社名の由来は、「すべての人々に福を与える大黒天様のような企業になる」から。

## 沿革
出典= 沿革
- 1986年（昭和61年）6月 :岡山県倉敷市玉島に有限会社倉敷きのしんを設立。
- 1993年（平成5年）6月 : 有限会社倉敷きのしんを組織変更し、大黒天物産株式会社を設立。
- 1997年（平成9年）7月 : 倉敷市玉島乙島4411番地へ本社移転。同地にディオ1号店を開店。
- 2000年（平成12年）6月 : 倉敷市にディオ水島店を開店（当社初の新築店舗、本格的小売業への参入）。
- 2001年（平成13年）
  - 6月 : 売上高50億円を達成。
  - 7月 : 倉敷市堀南704番地へ本社移転。同地にディオ本店を開店し24時間営業を開始。
- 2002年（平成14年）5月　: 年間売上高100億円を達成。
- 2003年（平成15年）12月16日 : ジャスダックに株式を上場。
兵庫県加古川市尾上池田に関西地区１号店として新業態の複合型商業施設として「ラ・ムー」加古川店を出店。（兵庫県1号店、ラ・ムー1号店）
- 2006年（平成18年）
  - 5月24日 : 東京証券取引所市場第二部に株式を上場。
  - 6月28日 : 重複上場によるコスト削減のため、ジャスダック証券取引所に上場廃止を申請。整理ポストへ割り当て。
  - 7月28日 : ジャスダック証券取引所の上場廃止。
- 2007年 : 年間売上高500億円を達成。
- 2011年6月 : 大阪市住之江区に関西物流センターを新たに開設。
- 2012年（平成24年）
  - 6月7日 : 株式会社西源の全株式を取得し、連結子会社化[5]。
  - 6月26日 : 東京証券取引所市場第一部に銘柄指定[6]。
  - 7月 : 岡山市北区に初のコンビニ型小型店フォーマットの「ら・む～マート」岡山野田店を出店（ら・む～マート1号店）
- 2013年（平成25年）5月 : 年間売上高1,000億円を達成。
- 2015年（平成27年）
  - 4月 : 大阪市此花区に関西物流センター(関西DC)を移転。
  - 5月 : 岡山県総社市に中国物流RMセンター新設し、岡山チルドTC、生鮮PC及び食品製造の稼動を開始。
- 2017年（平成29年）5月 : 年間売上高1,500億円を達成。
- 2018年（平成30年）
  - 5月1日 : 岡山県に本社を置く株式会社マツサカの事業を譲受し子会社化。[13]。
  - 9月1日 : 広島県に本社を置く株式会社小田商店を子会社化[14]。
  - 12月1日 : 福岡県に本社を置く株式会社マミーズ（同日付で筑後商事株式会社へ商号変更）から22店舗を譲受。マミーズ（旧社）から譲渡された店舗は、大黒天物産が設立した新会社であるマミーズ株式会社（新社）にて運営を行う[15][16]。
- 2020年（令和2年）5月 : 年間売上高2,000億円を達成。
- 2021年（令和3年）6月：東京都大田区に東京支店（現・東京支社）を新設。
- 2022年（令和4年）7月 : 京都府木津川市に関西物流RMセンターを新設。
- 2023年（令和5年）3月 : 新本社屋完成・移転。＜新住所＞岡山県倉敷市西中新田297番地1
  - 6月1日：連結子会社「マツサカ株式会社」を吸収合併、同社は清算・消滅[17]。
- 2024年（令和7年）8月 : 新設の代表取締役会長に大賀昭司、代表取締役新社長に大賀昌彦を取締役会において選任し就任[1]。

## 店内イメージソング
「ラ・ムーテーマソング」
歌：mizna、作詞・作曲：水澤有一
「ディオテーマソング」
歌：徳島広美、作詞・作曲：水澤有一
大黒天物産の公式ホームページのトップ画面から両方のテーマソングを聴くことができる。大黒天物産

## 店舗
2025年7月現在、出店地域は本社がある中国エリアの他、近畿エリア・四国エリア（※高知県を除く）・北陸を含む中部エリア・福岡県・佐賀県・長崎県・熊本県の全26府県。

### 過去に存在した店舗
- ラ・ムー(LAMU)
  - 南茨木店（2013年1月15日閉店）[19]
  - 岸和田カンカン店（2024年12月閉店）[20]
- ディオ(DIO)
  - ディオ茶屋町店（2013年2月20日閉店）近隣の ラ・ムー チャチャ店に集約
  - ディオ鴨島店（2017年2月28日閉店）ラ・ムー鴨島店に改名改築（2017年8月3日開店）
  - ディオ庭瀬店（2019年2月19日閉店）

### 特徴
- ら・む～マート以外の全ての形態の店舗に共通していることは、取り扱う商品は食品と日用品、および若干の衣類・ペット用品のみで文房具[注釈 2] や化粧品は取り扱っていない。激安日用品類（洗剤や芳香剤等）は100円ショップでの販売品と同じ製造元のものや全く同じものであったりする。
- 出入り口付近の天井（出入り口が複数ある場合は一番大きな出入り口だけに設置）やレジの客用通路頭上に大型モニターが複数台設置されており、パソコンでウィンドウズメディアプレイヤーを使用して契約企業（通常のNBメーカー）のCMや大黒天物産が協賛したイベントなどのお知らせや従業員が出演するレシピ紹介やおすすめ自社開発商品（ディープライス商品）の紹介や総菜コーナーのおすすめ品が放映されている。以前には、テーマソングの歌をうたっている歌手のMVが放映されていた。モニターで放映しているコマーシャルの商品には、値札のPOPにテレビCM放映中商品であることが以前は書いてあったが今はない。
- 商品の陳列や棚卸しの際も店舗・売り場を閉鎖せず、営業を継続したまま行われる。深夜・早朝の時間帯は陳列作業を集中的に行うため、一時的にレジが無人になることも多い。この際は作業中の店員に声を掛ければレジに入ってくれる。
- 数ヶ月おきの深夜の数時間に休業して行う大掃除の時間帯以外は24時間営業である。(一部24時間営業でない店舗も存在する。)
- 昔は年末年始も含めて年中無休の24時間営業だったが、正月休みを設定してからは正月以外が無休の24時間営業である。
- 買い物代金の支払い方法は、現金及び『大黒天Pay』という大黒天物産独自のQRコード決済のみであり、大黒天Pay以外のQRコード・バーコード決済やクレジットカード、電子マネー、交通系ICカード等は一切使用出来ない。ただし、子会社のマミーズが運営する「ラ・ムー」等の店舗においては、各種クレジットカード・交通系電子マネー(SUGOCA・nimoca・Suica等)・nanaco・楽天Edyでも支払いが可能な店舗がある。なお大黒天Payを利用するには『ポケペイ』というアプリをスマホにインストールする必要がある。
- 自社で作っている果物（りんご、みかん）が箱売りで販売されている。
- PB（プライベートブランド）「D-PRICE」商品が約2,000種類あり、その中には、50円台のエナジードリンク『ゴールデンハンマー』等、低価格商品が充実している。

### 業態
ラ・ムー (LAMU)
ディオを複合商業施設（SC）向けに発展させた業態とHPでは説明されている。岡山県下の出店はディオが中心だが、県外での出店ではラ・ムー業態で出店しているケースが多い。また、ラ・ムーの場合は居抜き型店舗などディオでは見られない形態の出店がみられる。外観はピンク色をしており、ディオよりも店舗面積が大きい。太陽と月を表したようなマークに「LAMU」に英字ロゴが特徴である。店内の作りは、ディオと同じである。流れているBGMがラ・ムー専用のmiznaが歌うオリジナルソングとナレーション。ディオでも複合型の店舗である場合やラ・ムーの平均サイズよりも面積の大きいディオが存在するなど、ラ・ムーとディオの違いとしては、ラ・ムーではディオでの経験を活かし、更に便利で安いお店を目指して運営を行っている。また、ラ・ムーは、複合型メガディスカウントとしても運営している。なお、長野県と新潟県の全店舗は子会社の西源による運営、福岡県の大多数の店舗と佐賀県・熊本県の全店舗は子会社のマミーズによる運営である。
ディオマート (DM)
ディオをベースに、営業時間短縮などさらなる低コストを追求した業態。現在岡山県でのみ展開。
ザ・大黒天
ディオマートをベースに、営業時間短縮などさらなる低コストを追求した業態。現在岡山県と鳥取県、福岡県でのみ展開。酒類とお惣菜を含む食料品しか取り扱っておらず日用品は一切無い。店内で放送されるBGMはディオで放送されている曲である。何曲か繰り返して再生する度に、ナレーションが入る。ナレーションではディオと放送する部分もある。
パクパク（PAKU-PAKU）
ディオやラ・ムーに設置されている100円ファーストフード店。メインのメニューは100円のたこ焼きと100円のソフトクリーム。季節によって焼きいもやかき氷などが販売される。自動券売機で食券を購入し、窓口で提出する。HPでは店舗として扱われているが、大黒天物産系の店舗以外には出店されていない。たこ焼きは、総菜売場での販売用も製造している。
バリュー100
ワッツとの共同出資。いわゆる100円ショップの業態。現在1店舗（バリュー茨木太田）のみ。
ら・む～マート
コンビニ並の店舗面積の小型スーパー。小商圏型で都市中心部への出店が中心。岡山市北区の野田店が1店舗目。鮮魚・精肉・総菜は、総社市の自社工場で加工や製造したものが置いてある。自社工場を建設するまでは、一番近いラ・ムーとディオの店舗から配達されていた。

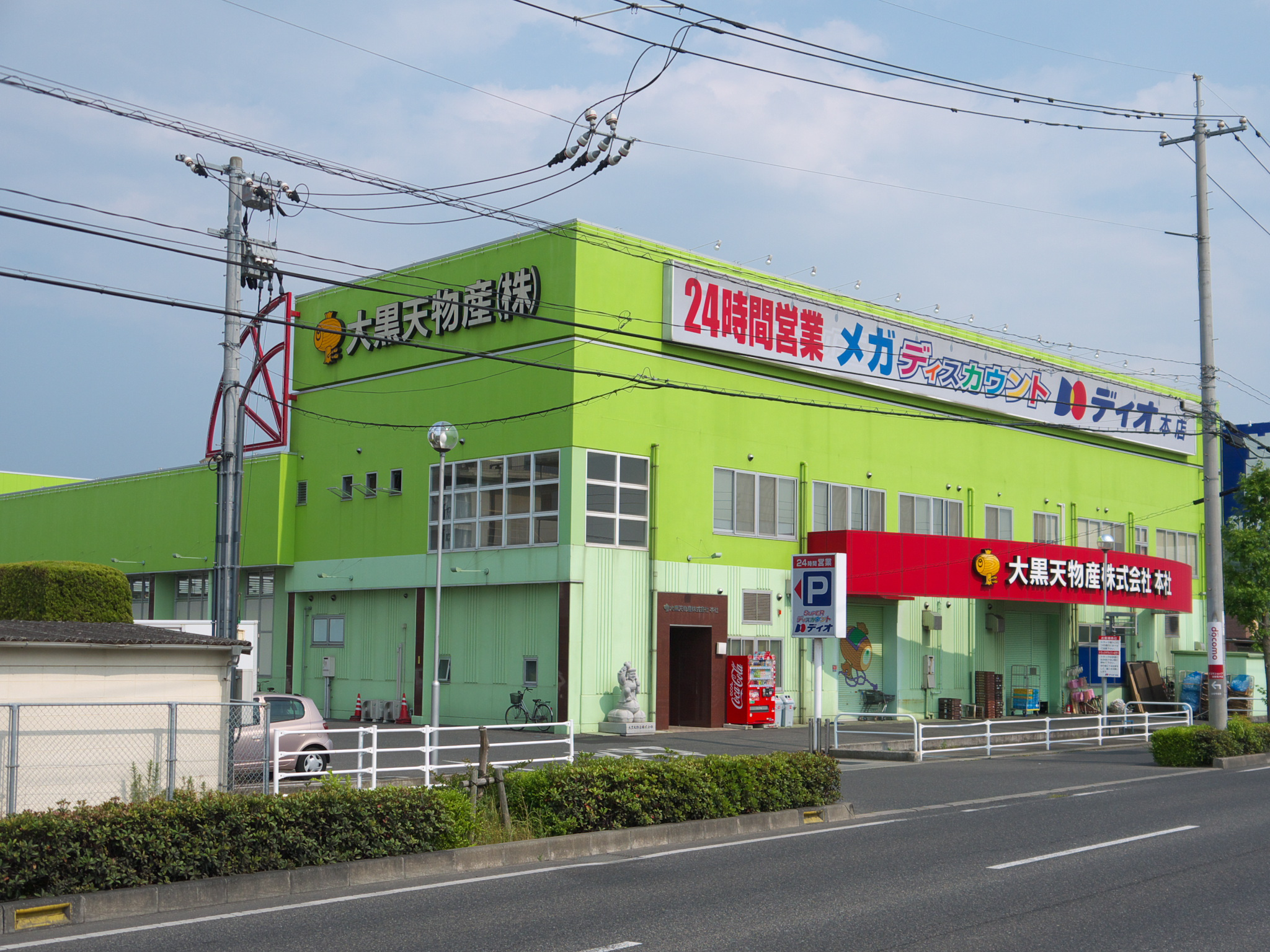
ディオ本店（旧本社）
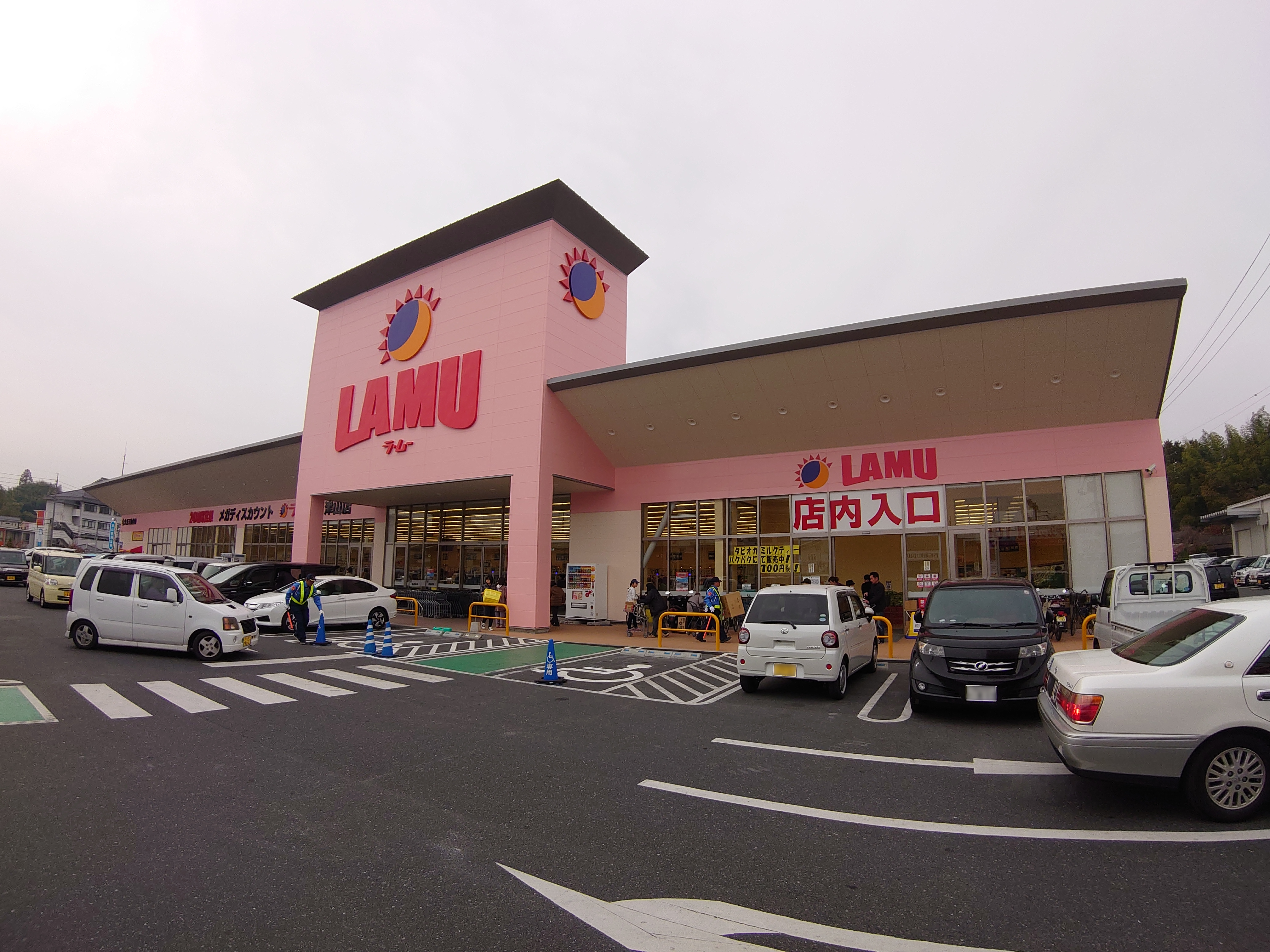
ラ・ムー津山店
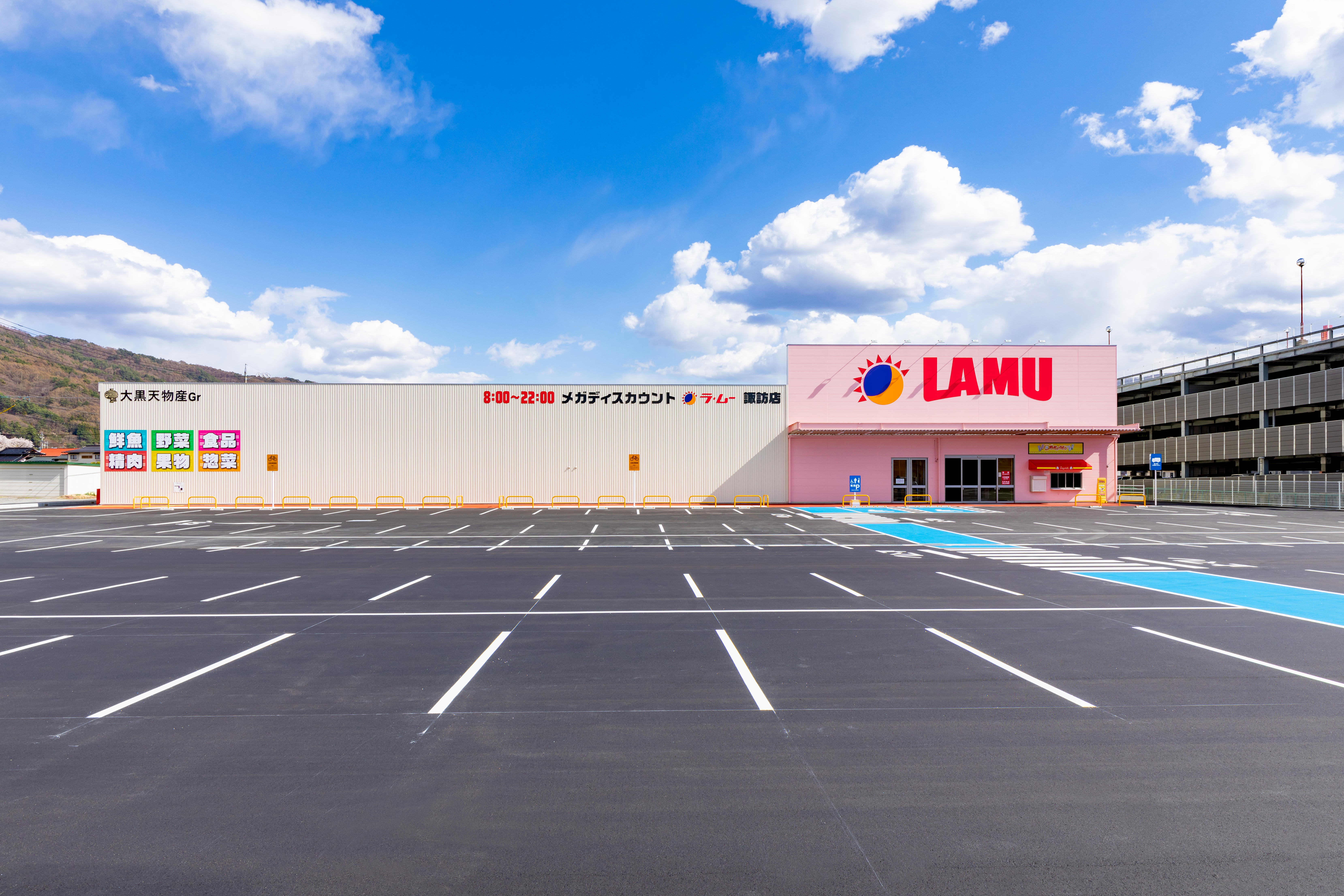
ラ・ムー諏訪店
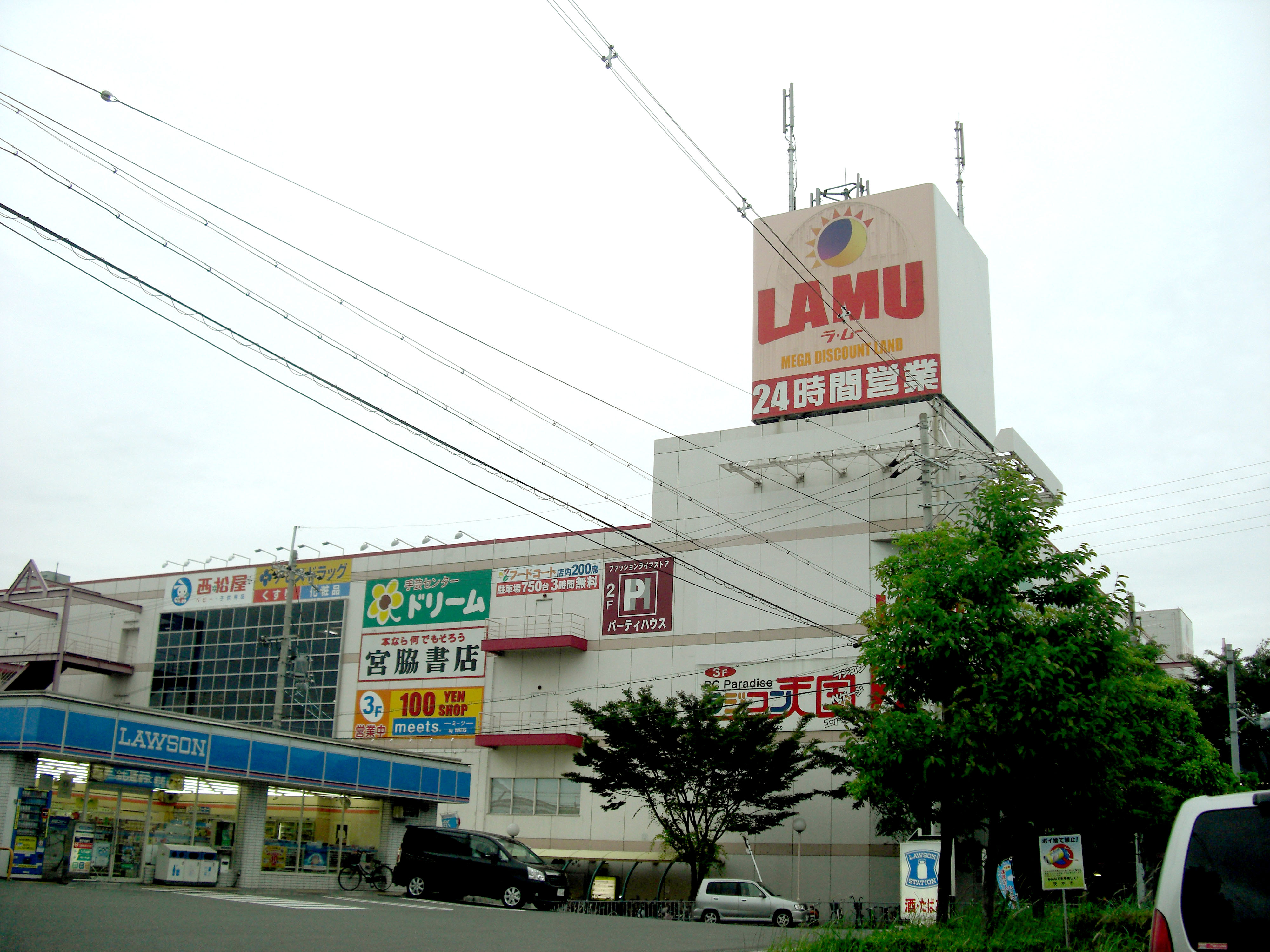
ラ・ムー南茨木店（2013年1月15日閉店）
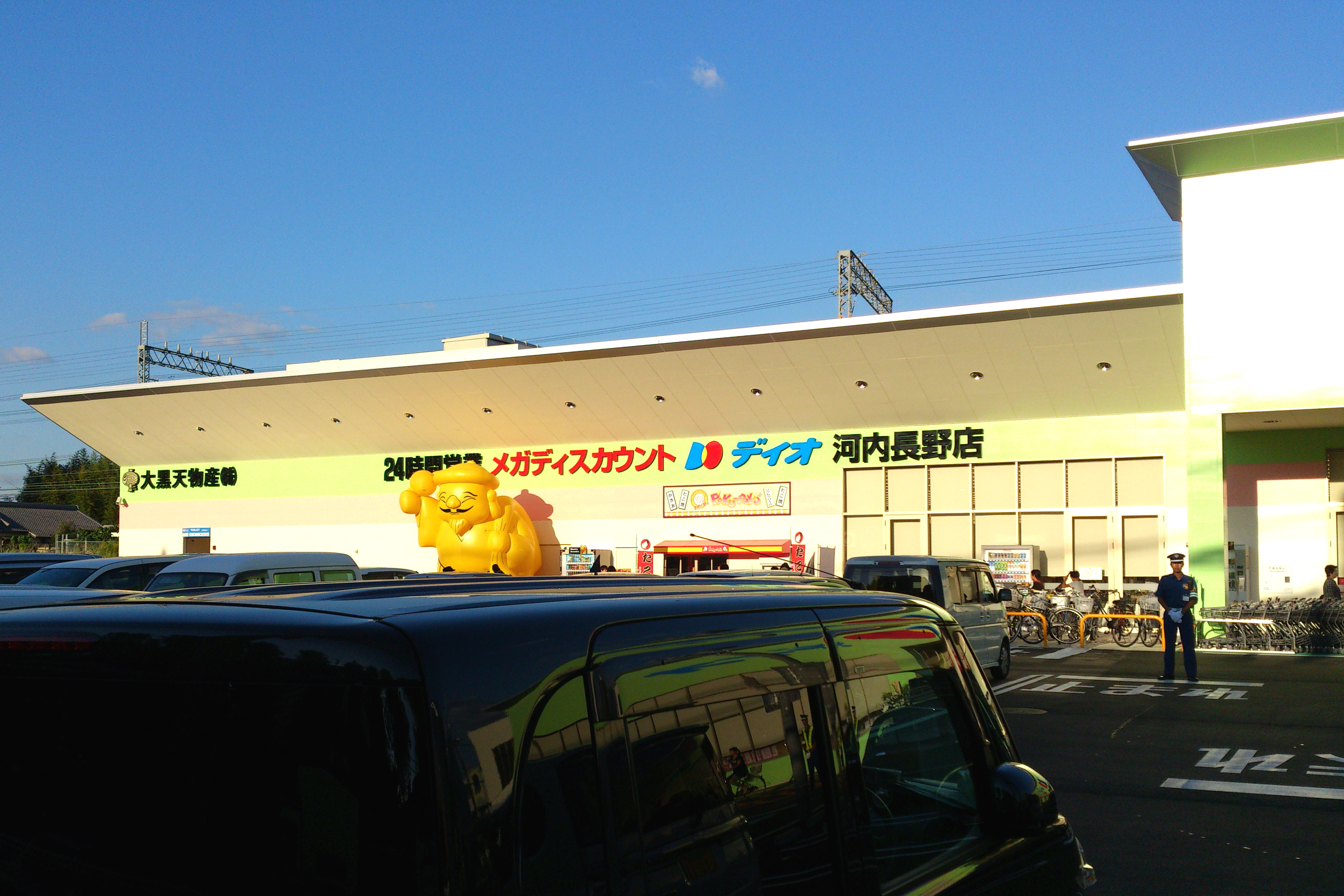
ディオ河内長野店
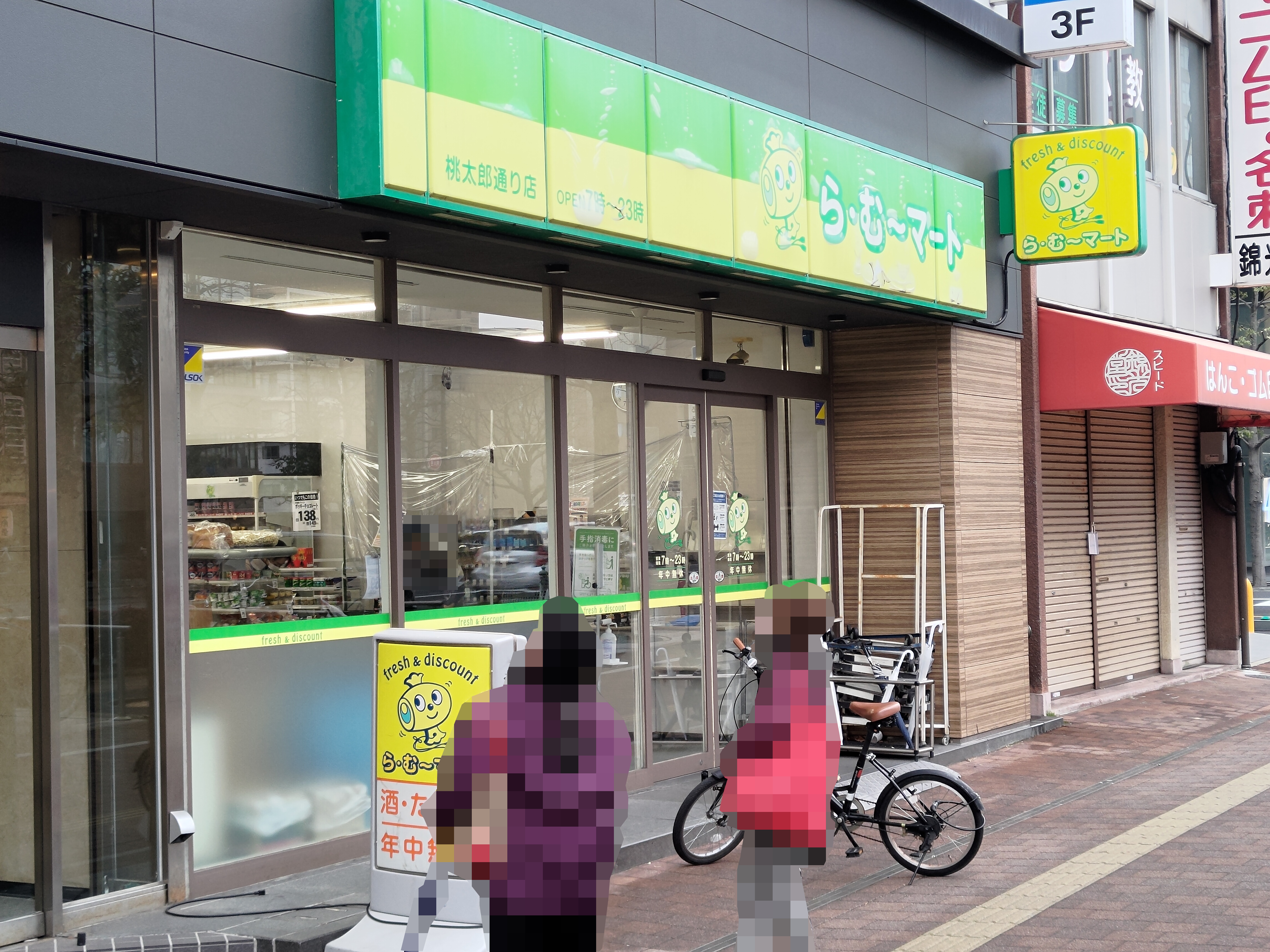
ら・む～マート桃太郎通り店

### 過去に存在した業態
幸福の商店
小売参入当初の店舗ブランド。後に「生鮮市場ハッピィ」に店舗ブランド変更。
生鮮市場ハッピィ
「幸福の商店」を引き継いでいる業態。ディオやラ・ムーに比べ建物も旧く面積が狭く取り扱い点数が圧倒的に少ない。BGMはオリジナルでなく有線放送を流している。ディオ倉敷西店の開店に伴い中島店が閉店し、最後は本店1店舗のみであった。後にもんげぇ〜市場に店舗ブランド変更。
もんげぇ〜市場
「幸福の商店」「生鮮市場ハッピィ」を引き継いでいる業態。最後は1店舗のみであった

## その他の事業所
本社
- 岡山県倉敷市西中新田297-1

支社
- 東京都大田区東海3-7-1

物流センター

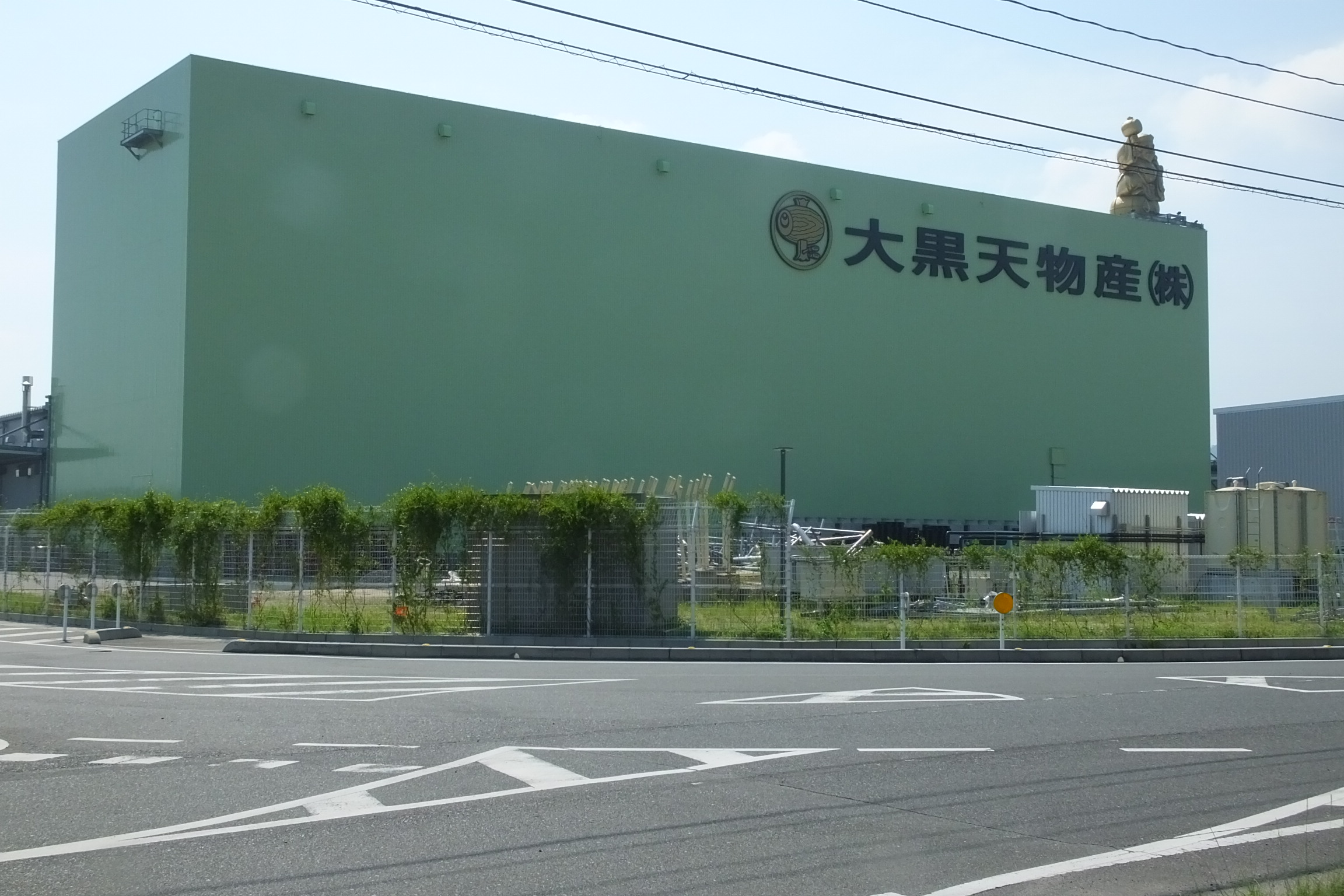
中国物流RMセンター（岡山県総社市中原88番地15）
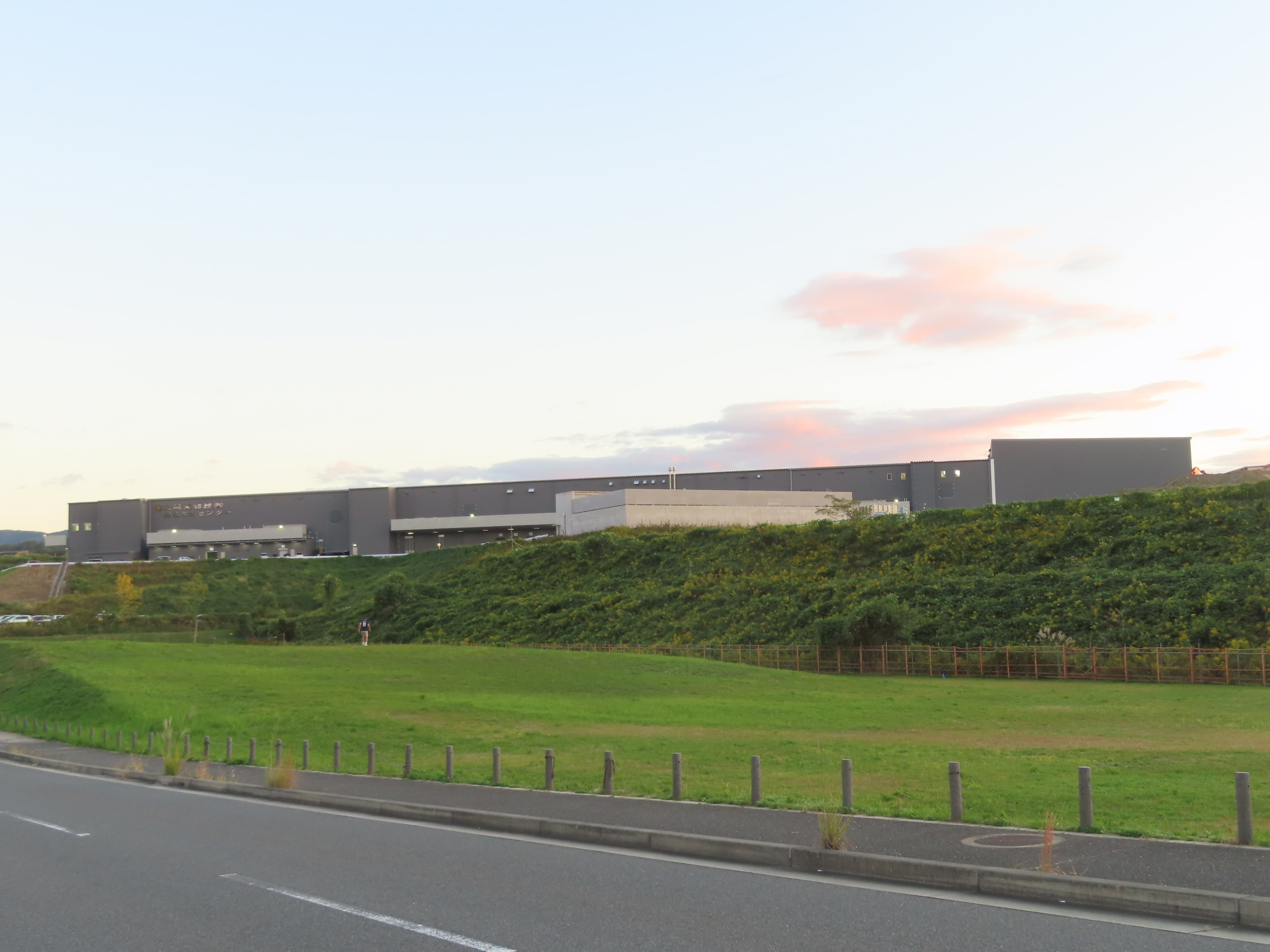
兵庫チルドセンター（兵庫県神戸市兵庫区築地町6-33）
- 関西RMセンター（京都府木津川市城山台4丁目2-2）

布袋乳業株式会社（大黒天物産グループ）
大黒天物産の子会社で岡山県総社市に工場がある。ラブエール（乳酸菌飲料）、ラムディア（ヨーグルト）、ミュートラムヨーグルト（のむヨーグルト）を製造している。
- 中国物流RMセンター
- 関西RMセンター

## POSシステム
- POSシステムは、東芝テック製を使用。

## テレビ番組
- 日経スペシャル カンブリア宮殿 業界激震！スーパーマーケットの革命者たち（2012年10月18日、テレビ東京）- 「コープさっぽろ」「大黒天物産株式会社」「株式会社 福島屋」の3つのスーパーを取材[22]。